# Конюшовщина
Конюшо́вщина (бел. Канюшоўшчына) — деревня в Барановичском районе Брестской области Белоруссии. Входит в состав Городищенского сельсовета. Население — 16 человек (2023).

## География
Расположена в 28 км по автодорогам к северу от центра Барановичей, на расстоянии 3,5 км по автодорогам к северо-северо-западу от центра сельсовета, городского посёлка Городище. Ближайший населённый пункт — деревня Зелёная.
По территории деревни протекает река Сервеч.

## История
По переписи 1897 года — деревня Городищенской волости Новогрудского уезда Минской губернии, 13 дворов. В 1909 году — 20 дворов.
После Рижского мирного договора 1921 года — в составе гмины Городище Новогрудского повета Новогрудского воеводства Польши, 21 двор. 
С 1939 года — в БССР, в 1940–62 годах — в Городищенском районе Барановичской, с 1954 года Брестской области. Затем — в Барановичском районе.

## Население
По состоянию на 1 января 2023 года в деревне проживало 16 человек в 7 хозяйствах, в том числе 1 моложе трудоспособного возраста, 12 — в трудоспособном возрасте и 3 — старше трудоспособного возраста. 
| Численность населения (по переписи) | Численность населения (по переписи) | Численность населения (по переписи) | Численность населения (по переписи) | Численность населения (по переписи) | Численность населения (по переписи) | Численность населения (по переписи) | Численность населения (по переписи) |
| 1897                                | 1909                                | 1921                                | 1939                                | 1970                                | 1999                                | 2009                                | 2019                                |
| ----------------------------------- | ----------------------------------- | ----------------------------------- | ----------------------------------- | ----------------------------------- | ----------------------------------- | ----------------------------------- | ----------------------------------- |
| 85                                  | ↗120                                | ↗121                                | ↗144                                | ↘92                                 | ↘41                                 | ↘16                                 | ↘12                                 |